# Tipula (Sinotipula) denningi
Tipula (Sinotipula) denningi is een tweevleugelige uit de familie langpootmuggen (Tipulidae). De soort komt voor in het Nearctisch gebied.